# Suka Marga (Merapi Barat)
Suka Marga is een bestuurslaag in het regentschap Lahat van de provincie Zuid-Sumatra, Indonesië. Suka Marga telt 639 inwoners (volkstelling 2010).